# Златно правило
„Златното правило“ или Златното правило на нравствеността, гласи „Не прави на другите хора това, което не искаш да правят на теб“. Тоест не прави зло, за да не получиш зло в ответ. Златното правило е известно още от древността във всички религиозни и философски учения, като лежи в основата на всички световни религии: авраамически, дхармически, конфуцианството и античната философия и винаги е основополагащ етичен принцип.